# Великий Двор (Вышневолоцкий район)
Великий Двор — деревня в Вышневолоцком городском округе Тверской области.

## География
Находится в центральной части Тверской области на расстоянии приблизительно 35 км по прямой на запад-юго-запад от вокзала железнодорожной станции Вышний Волочёк.

## История
Отмечена на карте 1939 года, где обозначена как поселение с 47 дворами. До 2019 года деревня входила в состав ныне упразднённого Лужниковского сельского поселения Вышневолоцкого муниципального района.

## Население
Численность населения составляла 9 человек (русские 100 %) в 2002 году, 5 в 2010.